# Gerlafingen
Gerlafingen (im lokalen Dialekt Gerlafinge oder kurz Ginggu) ist eine politische Gemeinde im Bezirk Wasseramt des Kantons Solothurn in der Schweiz. Bis 1939 hiess die Gemeinde offiziell Niedergerlafingen.

## Geographie

Luftbild (1953)

Gerlafingen liegt am östlichen Emmeufer der 1889 korrigierten Emme. Die Nachbargemeinden von Norden beginnend im Uhrzeigersinn sind Biberist, Derendingen, Kriegstetten, Obergerlafingen, Zielebach und Bätterkinden.

## Bevölkerung
| Jahr      | 2016  | 2010  | 2000  | 1970  | 1950  | 1900  | 1880 | 1850 | 1798 |
| Einwohner | 5'098 | 4'822 | 4'694 | 4'873 | 3'774 | 1'743 | 766  | 381  | 120  |

Die starke Überbauung, die sich praktisch über das gesamte Gemeindegebiet erstreckt, führt dazu, dass Gerlafingen die dichtestbesiedelte Gemeinde im Bezirk Wasseramt ist.

### Herkunft / Nationalität
Traditionell beschäftigt das Stahlwerk viele Ausländer, namentlich aus Italien und der Türkei. 40,4 % (2008) der Bevölkerung sind Ausländer. Mit diesem hohen Anteil ist Gerlafingen eine der Gemeinden, die den höchsten Ausländeranteil der Schweiz aufweisen.
In jüngerer Zeit sind vermehrt Leute aus dem Balkan zum Arbeiten zugewandert.
73,8 % der Bevölkerung sprechen Deutsch, 12,76 % Serbo-Kroatisch, 8,02 % Türkisch und 5,42 % Italienisch.

### Religionen – Konfessionen
In Gerlafingen gibt es drei Kirchgemeinden resp. Kirchen:
- Die Evangelisch-reformierte Kirchgemeinde mit der Thomaskirche
- Die Römisch-katholische Kirchgemeinde mit der Kirche Bruder Klaus, errichtet 1955 durch den renommierten Kirchenarchitekten Fritz Metzger
- Die Evangelisch-methodistische Kirche mit dem Gotteshaus an der Schulhausstrasse 31

Alle drei besitzen eine Kirche oder ein Kirchgemeindehaus.

## Wirtschaft
Die Gemeinde ist stark mit dem Schicksal der ansässigen Stahl Gerlafingen AG verbunden. Das Stahl- und Walzwerk verarbeitet jährlich ca. 1 Mio. Tonnen Altmetall zu 650'000 Tonnen Betonbewehrungs-Produkten, hauptsächlich Betonrippenstahl. Derzeit sind etwa 550 Mitarbeiter im Stahlwerk beschäftigt, womit es der grösste Arbeitgeber in Gerlafingen ist.

## Politik
- SP: 5
- Pro Gerlafingen: 3
- SVP: 3

Im Jahre 2009 wurde der Gemeinderat von 17 auf 11 Gemeinderatsmandate reduziert. 2013 schaffte es die Christlichdemokratische Volkspartei das erste Mal seit 12 Jahren wieder in den Gemeinderat gewählt zu werden. Hingegeben blieb die ebenfalls kandidierende Grünliberale Partei ohne einen Sitz aus.
| Partei                                                       | 2021–2025 | 2017–2021 | 2013–2017 | 2009–2013 |
| Sozialdemokratische Partei                                   | 5         | 5         | 4         | 5         |
| Schweizerische Volkspartei                                   | 3         | 3         | 3         | 3         |
| Pro Gerlafingen                                              | 3 a       | –         | –         | –         |
| FDP.Die Liberalen (bis 2009 Freisinnig-Demokratische Partei) | –         | 2         | 3         | 3         |
| Christlichdemokratische Volkspartei                          | –         | 1         | 1         | –         |

## Verkehr
Seit 1876 verfügt Gerlafingen über einen Bahnhof an der Linie Solothurn–Burgdorf. Im Dezember 2015 erfolgte der Anschluss an das Berner S-Bahn-Netz, was die Gemeinde auch für Pendler noch attraktiver macht.
Durch die Nachbargemeinde Kriegstetten erreicht man den Autobahnanschluss an die A1. Seit einigen Jahren gibt es einen Busanschluss nach Solothurn, betrieben durch den Busbetrieb Solothurn und Umgebung.

### Bahnhof Gerlafingen
Für den Anschluss Gerlafingens an das Eisenbahnnetz war das Hammerwerk der von Rollschen Eisenwerke prägend. Dieses hatte ab 1813 seinen Standort in der solothurnischen Gemeinde, da dieser logistische Vorteile für die Eisenverhüttung mit sich brachte. Der Betrieb setzte sich im Jahr 1858 zusammen mit der Papierfabrik Biberist und der Spinnerei Emmenhof in Derendingen für einen Schienenweg zur neu eröffneten Centralbahnstrecke Herzogenbuchsee-Solothurn ein. Die Konzession für die Teilstrecke erteilte der Kantonsrat am 30. Dezember 1858 an die Baugesellschaft Locher & Comp in Zürich für den Bahnbetrieb mit Pferden und Lokomotiven. Die Eröffnung der Linie fand am 4. Dezember 1876 statt.
Den Beginn des Bahnbaus der Teilstrecke markiert der Kauf eines Güterschuppens in Gerlafingen, welcher der Baugesellschaft Locher & Comp noch vor dem eigentlichen Baubeginn im Jahr 1873 als Magazin für Material und Werkzeug diente. Das erste Aufnahmegebäude wurde zeitgleich mit der Eröffnung des Bahnhofs am 4. Dezember 1876 in Betrieb genommen und danach aufgrund wachsender Kapazitäten laufend ausgebaut. Die von Rollschen Eisenwerke versandten im Jahr 1890 40'000 t Eisen, was ein Viertel des gesamten Verkehrsaufkommens der EB ausmachte, sodass das Eisenbahnunternehmen bereits 1888 ein zusätzliches Stationsgleis errichtete. 1900 folgte die Verlängerung eines Gleises in Richtung Biberist um 190 m und der Bau eines zusätzlichen Stumpengleises. Weitere Anpassungen an die wachsenden Kapazitäten nahm die EB in den Jahren 1915 und 1930 vor. Auch das Aufnahmegebäude wurde im Verlaufe der Jahre mehrere Male angepasst. So erfolgte im Jahr 1895 die Elektrifizierung der Beleuchtung, 1903 der Ausbau der Räumlichkeiten, 1904 die Errichtung eines Perrondaches und 1911 die Vergrösserung des Güterschuppens.
Der wirtschaftliche Aufschwung in der Nachkriegszeit in der Schweiz führte zunächst zu einem grossen Bedarf an Baustoffen und Industrieprodukten, was sich am Bahnhof Gerlafingen an einem hohen Güterverkehr zeigte. Die zunehmende Automobilkonkurrenz, welche in den 1960er und 1970er Jahren einsetzte, sowie die Deindustrialisierung und der Strukturwandel bedingten ab den 1980er Jahren einen Rückgang des Güterumschwungs am Bahnhof.

## Geschichte

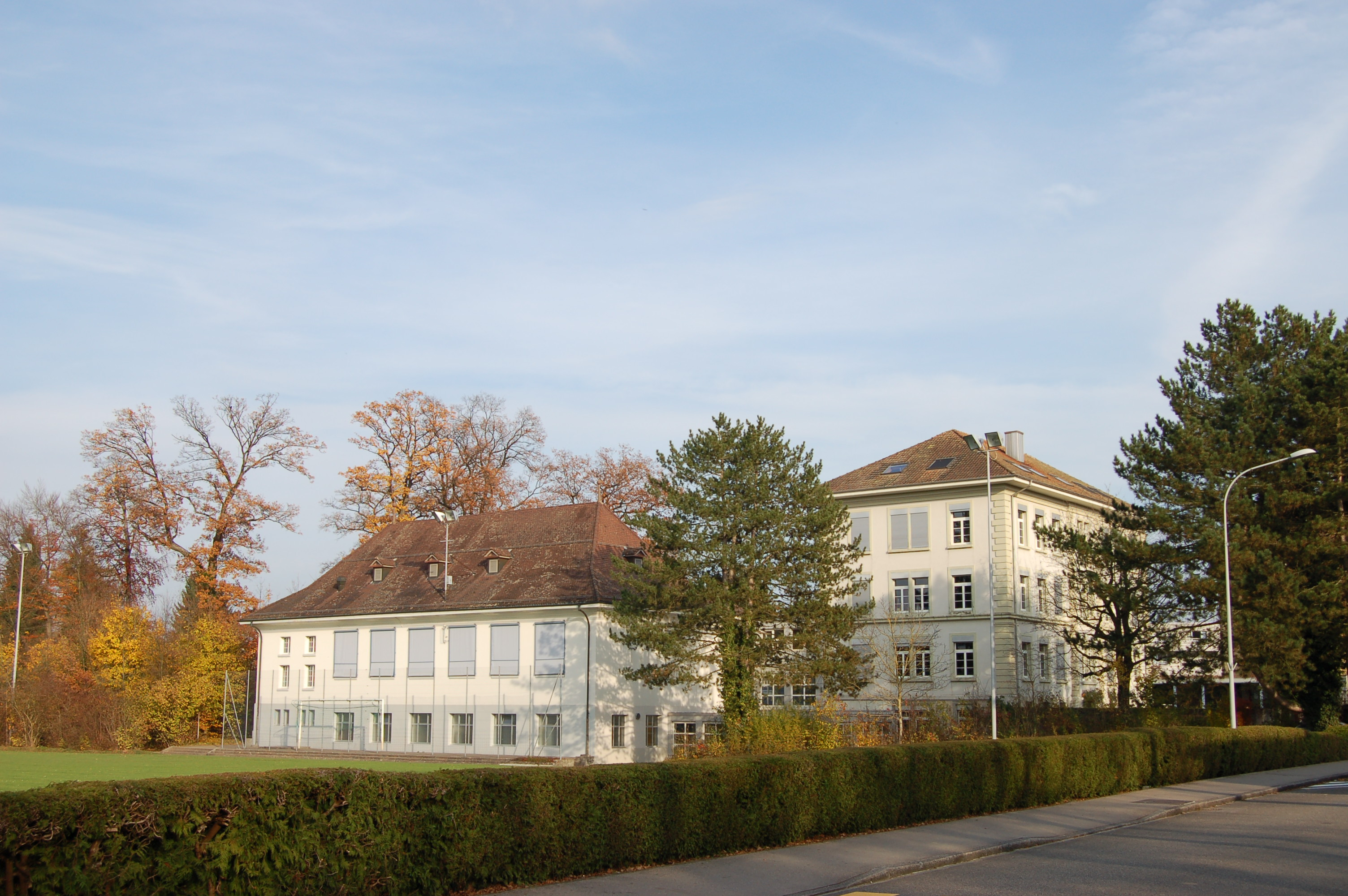
Schulhaus Zentrum

Der heutige Ort Gerlafingen hiess bis 1939 offiziell Niedergerlafingen, im Sinne einer Zwillingsgemeinde zu dem etwas südlicher gelegenen Obergerlafingen. Einfaches, unbezeichnetes Gerlafingen meinte bis ins 19. Jahrhundert beide Ortschaften. Erstmals urkundlich erwähnt wird der Ort 1278 als Nidergerolvingen. Das bedeutet bei den Angehörigen des Gerolf.

### Wirtschaftsgeschichte

Die Von Rollschen Eisenwerke fotografiert von Walter Mittelholzer 1930

Die lange Geschichte des Stahlwerkes (sie reicht in die vorindustrielle Zeit der Schweiz zurück) ist auch die Geschichte des Dorfes Gerlafingen, das stark von dessen Gedeihen abhing und abhängt. 1818 gründete Ludwig von Roll in den Räumen einer konkursiten Textilfirma ein Eisenwerk (Schmiede). 1836 folgte ein Walzwerk, und 1918, als die Einfuhr von Erz und Eisen wegen der Kriegswirren problematisch war, ein eigentliches Stahlwerk. In den Spitzenzeiten der 1960er Jahre beschäftigte das Stahlwerk 5000 Angestellte, fast zehn Mal so viele wie heute. Die Produktion indessen war damals aufgrund niedrigerer Produktivität noch deutlich geringer.
In einer schweren, die Existenz bedrohenden wirtschaftlichen Krise 1996 verkaufte von Roll das Stahlwerk an die Luzerner von Moos Holding. Diese führte es letztlich mit ihren eigenen Stahlwerk-Aktivitäten zusammen und nannte sich fortan Swiss Steel. Nach einigen Jahren der Restrukturierung arbeitet das Gerlafinger Stahlwerk (neu Stahl Gerlafingen AG) heute wieder in den schwarzen Zahlen. Damals allerdings drohte vorübergehend sogar die Schliessung des Gerlafinger Werkes.
Zeugen der Zeit des Industriestädtchens sind viele ältere Fassaden, die vom emittierten Staub geschwärzt waren. Auch die Emme wurde bis in die 1990er Jahre von den Prozesswässern des Walzwerkes verunreinigt. Heute verhindern Filter für Abluft und Abwasser derartige Umweltbelastungen. Zwischen 1997 und 2007 sind rund 37 Millionen Franken in Umweltschutzmassnahmen investiert worden.
2003 wurde Swiss Steel und damit das Gerlafinger Werk mehrheitlich an die deutsche Schmolz & Bickenbach und Gebuka AG verkauft. Es erwies sich als eine arbeitsplatzerhaltende, freundliche Übernahme. 2006 erfolgte sodann erneut ein Besitzerwechsel, indem die Aktienmehrheit von 65 % der Stahl Gerlafingen AG an die italienische AFV Acciaierie Beltrame S.p.A. überging. Danach wurden Modernisierungs- und Diversifizierungsinvestitionen von rund 170 Millionen Franken realisiert, das Werk läuft seitdem ertragreich.

## Sehenswürdigkeiten
- In Gerlafingen existieren noch zahlreiche Arbeiter- und Angestelltenhäuser der einstigen von Roll-Belegschaft. Sie stammen teils aus dem 19. Jahrhundert und ergeben noch immer sehenswerte Quartier-Ensembles.
- Das Stahlwerks-Areal imponiert durch seine Grösse. Es kann entlang einem Emme-Spazierweg auch von der Rückseite her besichtigt werden. Auf dem Areal zugänglich befindet sich ein von der Firma angelegter Entenweiher, der auch von selteneren Wasservögeln besucht wird.
- Die katholische Kirche Bruder Klaus wurde 1955 durch den renommierten Architekten Fritz Metzger erbaut. Seit 2017 steht sie auf der Liste der geschützten historischen Kulturdenkmäler.[13]

## Wappen
Blasonierung
In Rot ein blauer schrägrechter Bundhaken, begleitet von zwei pfahlweis gestellten sechsstrahligen gelben Sternen

## Persönlichkeiten
- Amanz Kaspar Affolter (1825–1861), Jurist und Politiker
- Max Affolter (1923–1991), Jurist und Politiker
- Roberto Zanetti (* 1954), Politiker (SP), Ständerat, Gemeindepräsident Gerlafingen (1990–2000)